# Bachia trisanale
Bachia trisanale (Cope, 1868) comúnmente conocidas como
Culebra falsa o Bachia de Stacy (Stacy’s Bachia en inglés),es una especie de lagarto pequeño que pertenece al género Bachia y a la familia Gymnophthalmidae.

## Descripción
Presenta una longitud rostro cloacal máxima de 79 mm.
Su cabeza tiene un color café uniforme, tiene un par de líneas amarillas habanas desde la parte superior del ojo hacia el borde de las parietales presentes o ausentes; dorsalmente café a habano anaranjado; manchas o puntos claros, regulares o irregulares, dispuestos como líneas presentes o ausentes; dos o tres líneas cafés a negras desde la nuca hasta la punta de la cola; líneas paravertebrales continuas o discontinuas; entre las líneas paravertebrales motas cafés oscuras a negras; vientre café negruzco, más claro que los flancos y el dorso.

## Distribución y hábitat
Esta especie se encuentra distribuida en la cuenca del Amazonas en el este de Ecuador, en Perú, en el sur de Colombia y el oeste de Brasil.
Esta especie es una especie fosorial que habita regiones con bosque piemontano oriental y bosque húmedo tropical amazónico de tierras bajas.

## Alimentación
Se alimenta de larvas de coleópteros, lombrices de tierra, ciempiés y otros artrópodos que habitan en el suelo y bajo rocas o troncos.